# Émile Eid
Émile Eid (* 15. März 1925 in Mazraat-El-Dahre, Libanon; † 30. November 2009) war Kurienbischof der Maroniten.

## Leben
Émile Eid, aus der angesehen libanesischen Eid-Familie stammend, empfing am 6. Mai 1951 das Sakrament der Priesterweihe. 
Am 20. Dezember 1982 ernannte ihn Papst Johannes Paul II. zum Titularbischof von Sarepta dei Maroniti und bestellte ihn zum Bischof in der römischen Kurie. Die Bischofsweihe spendete ihm am 23. Januar 1983 der Patriarch von Antiochien und spätere Kardinal Anton Peter Khoraiche; Mitkonsekratoren waren der Weihbischof und spätere Patriarch von Antiochien, Nasrallah Boutros Sfeir, und der Bischof von Saïda der Maroniten im Libanon, Ibrahim Hélou. 
1987 folgte er dem römisch-katholischen Kurienbischof Miroslaw Marusyn als Vizepräsident der Kommission zur Kodifikation des Ostkirchenrechts (Pontificia Commissio Codici Iuris Canonici Orientalis Recognoscendo).
Er war zudem Patriarchalprokurator der Maroniten in Rom. Seiner Initiative war die Wiedereröffnung des Päpstlichen maronitischen Kolleg im Libanon zu verdanken.
Am 18. Oktober 1990 wurde seinem Ruhestandsgesuch durch Papst Johannes Paul II. stattgegeben.

## Schriften
- La figure juridique du Patriarche. Etude hist.-juridique. Rom 1962.
- La synodalité dans la tradition orientale. Paris 1990.
- La revision du Code de droit canonique: histoire et principes. In: L’Année canonique 33, 1990.
- Gesetzbuch der katholischen Ostkirchen: Code des canons des Églises orientales. Texte officiel et traduction française par Émile Eid et René Metz. Cité du Vatican, Librairie éditrice vaticane, 1997.